# 島田魁
島田魁（日语：／ Shimada Kai，1828年2月29日（文政十一年正月十五日）—1900年（明治三十三年）3月20日），新選組諸士調役兼監察，二番隊伍長。
島田出生於美濃大垣藩近藤伊右衛門的次男，但父親因為職務過失而切腹自殺，母親也相繼逝世，島田因此自幼分別由母親的親戚半繩家與川島家收養。後來的島田因劍術修行遠赴江戶並且拜入心形刀流的坪內主馬的門下，當時的島田結識了後來新選組第二隊隊長永倉新八，並時常在坪內的道場與永倉互相來往。
而後，島田入贅成為丹波屋定七方的女婿，但因為島田在名古屋城的御前試合比試劍術時，受到大垣藩島田才的賞識，因此收養島田為養子並繼任島田家。
文久三年（1863年），島田加入當時正在召募隊士的壬生浪士組（新選組前身），並擔任諸士調役兼監察。在新選組內的島田發揮自己的才能而做出許多貢獻，後來也擔任第二隊伍長一職。許多新選組的大小行動與戰役島田幾乎都有參與，隨著新選組一路奔波直到了明治二年（1869年）舊幕府軍的投降。 
投降後的島田，由名古屋藩收容，一直到了明治六年（1873年）才被釋放。後來的島田除了結婚生子育有5男1女以及開設道場以外，晚年的島田在明治十九年（1886年）還擔任西本願寺的夜間警衛，直到明治三十三年（1900年）3月20日因為氣喘發作而病逝。當時永倉新八也前來參加島田的喪禮。

## 人物
- 身高180cm，在當時來說很高大。他孔武有力，擅長相撲，有大力士(「力さん」)的別名。
- 愛好甜食，他常以大量砂糖特製汁粉，被稱為「島田汁粉」。

## 資料來源
- 歴史読本: 新選組 最後の戦い (2002年2月号)